# Ben Pon
Bernardus Marinus Pon Junior, detto Ben (Leida, 9 dicembre 1936 – Amersfoort, 30 settembre 2019), è stato un pilota automobilistico e tiratore a volo olandese.

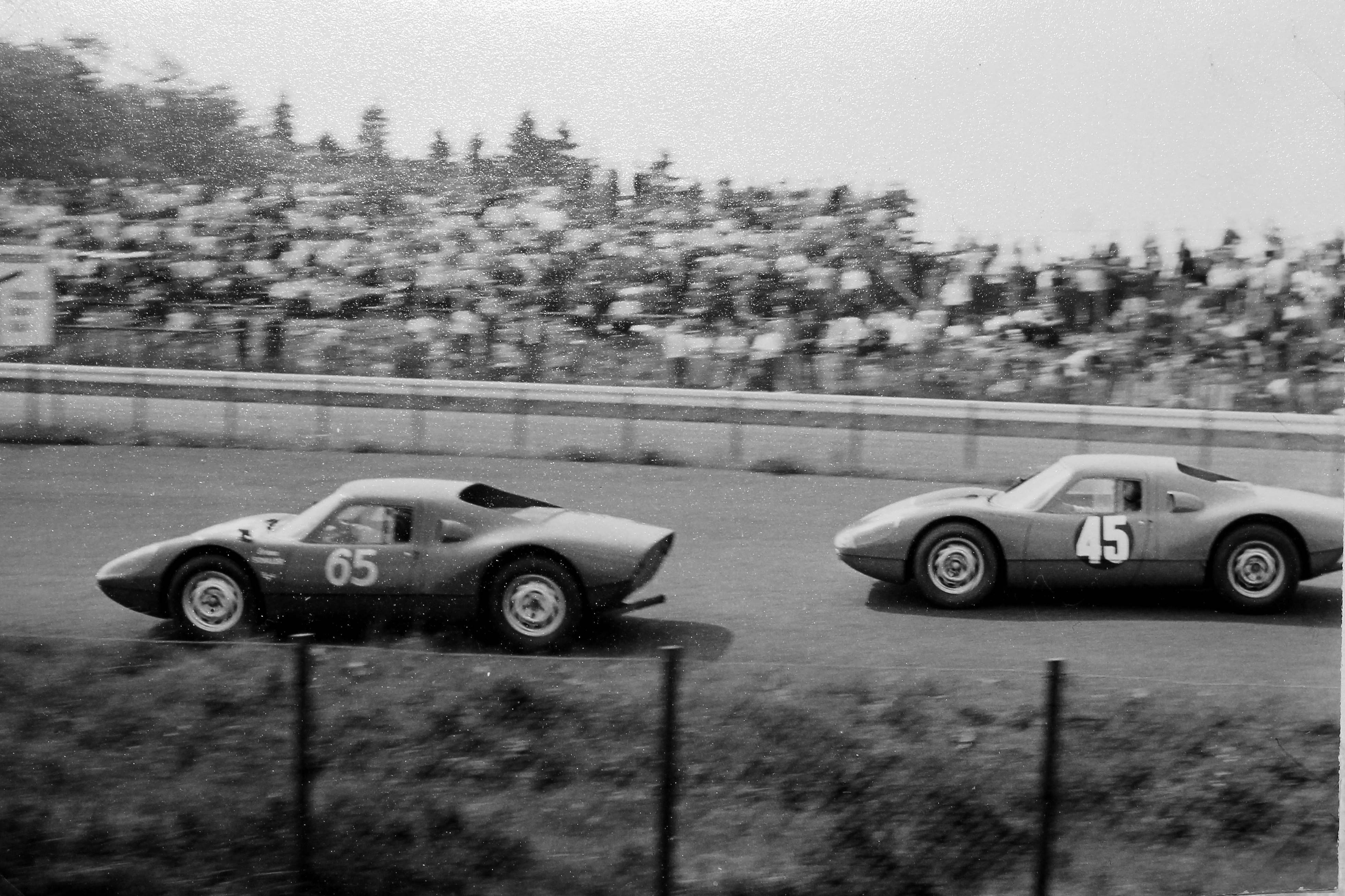
Sulla destra, la Porsche 904 di Ben Pon/Gerhard Koch alla 1000 km del Nürburgring 1964

Ha gareggiato in una gara di Formula 1, il Gran Premio d'Olanda 1962, ma ha corso principalmente nelle gare di durata, vincendo due volte la 24 ore di Le Mans nel 1961 (nella classe S 1.6 su una Porsche 356B Abarth GTL) nel 1967 (nella classe S 2.0 su una Porsche 906 K Carrera 6), e arrivando secondo nel 1964 (nella classe GT 2.0 su una Porsche 904/4 GTS)
Chiusa l'esperienza nell'automobilismo, ha rappresentato i Paesi Bassi nella specialità del tiro al piattello alle Olimpiadi 1972, chiudendo al 31-esimo posto la gara dello skeet.